# 대한민국 럭비 유니언 국가대표팀
대한민국 럭비 유니언 국가대표팀은 국제 럭비 유니언 대회에서 대한민국을 대표하는 팀이다. 럭비 월드컵에서의 최고 성적은 1999년 럭비 월드컵에서의 패자부활전 2라운드 진출이며, 상징은 무궁화이다. 아시아 5개국 대회에서는 톱 디비전에 속해있다.
아시아에서 일본과 홍콩 다음가는 실력으로 평가받는다. 주요선수로는 나관영, 장성민, 장정민, 김집, 김정민, 장석환, 김호범 등이 있다. 오윤형 역시 휼륭한 킥으로 이슈를 받기도 했다.